# Duża Cerkwica
Duża Cerkwica – wieś w Polsce położona w województwie kujawsko-pomorskim, w powiecie sępoleńskim, w gminie Kamień Krajeński. 
W latach 1975–1998 miejscowość administracyjnie należała do województwa bydgoskiego. 

## Historia
Wieś, początkowo własność kościelna. Pierwsza wzmianka w 1217 roku. Kościół istniał już w średniowieczu, od 1615 roku – parafialny, następnie filia parafii kamieńskiej. Tradycja podaje, że św. Wojciech w swej podróży misyjnej do Prus przejeżdżał przez Cerkwicę i że zwłoki jego przewożone do Polski spoczywały tutaj przez pewien czas. Przez Cerkwicę wiodła w XII wieku wielka droga z Nakła do Raciąża. Część wsi, która leży na prawym brzegu Kamionki, była świadkiem tzw. paktów cerkwickich króla Kazimierza Jagiellończyka i szlachty (15.09.1454). Stąd szlachta ruszyła na zakon i stoczyła bitwę pod Chojnicami. 
We wsi znajduje się kościół filialny p.w. św. Wojciecha zbudowany w 1833 roku w miejscu wcześniejszych. Budynek jest jednonawowy, z trójbocznie zamkniętym prezbiterium i niską wieżą od zachodu, konstrukcją szkieletową z wypełnieniami ceglanymi. Wystrój wnętrza jest barokowy, rokokowy oraz klasycystyczny i pochodzi z okresu od drugiej połowy XVII do drugiej połowy XIX w. Obok znajduje się drewniana dzwonnica z XIX w. Zachowały się także zagrody drewniane i murowane z końca XIX i początku XX w. Od średniowiecza w oparciu o przywilej z 1634 roku istnieje i działa, rozbudowany w 1912 roku, młyn „Kamionka” (obecnie własność prywatna).
Według danych z 31 grudnia 2015 wieś zamieszkiwały 372 osoby. We wsi znajduje się szkoła podstawowa, a początki oświaty w Cerekwicy Dużej sięgają czasów sprzed I wojny światowej.